# Rainer W. Bussmann

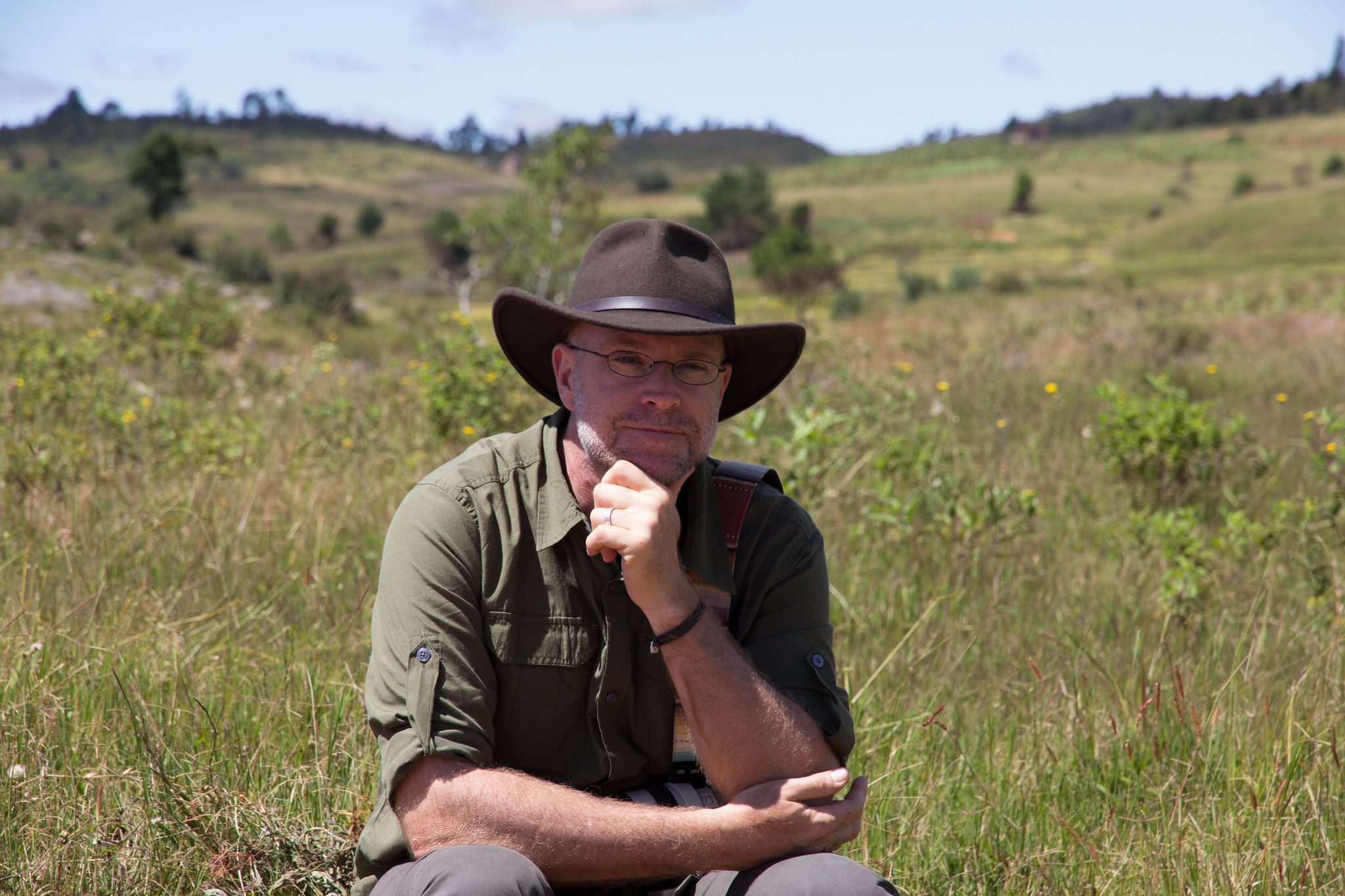
Rainer W. Bussmann, 2020

Rainer Willi Bussmann (* 30. Mai 1967 in Leutkirch) ist ein deutsch-US-amerikanischer Botaniker und Vegetationsökologe mit den Schwerpunkten Ethnobotanik und Ethnobiologie, essbare Wildpflanzen, wilde Nutzpflanzenverwandte, Klimawandel, gastronomische Botanik und Bewahrung traditionellen Wissens in den Anden, im Kaukasus und im Himalaya. Er hat an der Universität Bayreuth, der University of Hawaii, der University of Texas, und am Missouri Botanical Garden gearbeitet. Jetzt hält er eine Professur in Ethnobotanik an der Staatlichen Ilia-Universität und ist Leiter des Referats Botanik am Staatlichen Museum für Naturkunde Karlsruhe. Er hat mehrere internationale Nicht-Regierungsorganisationen gegründet, darunter Nature and Culture International, Saving Knowledge und Ethnomont.

## Wissenschaftliche Arbeit
Bussmann promovierte an der Universität Bayreuth. Sein Dissertationsthema war The forests of Mount Kenya (Kenya). Von 1994 bis 2002 arbeitete Bussmann als Post Doc an der Universität Bayreuth, wo er ökologische Forschung in den Bergwäldern Kenias und Äthiopiens betrieb, und war wissenschaftlicher Koordinator des DFG-Programms Funktionalität im tropischen Bergregenwald: Vielfalt, Dynamische Prozesse, und Nutzungspotential unter Ökosystemprespektiven, das auch in der deutschen Dokumentationsreihe „Humboldts Erben“ gezeigt wurde. Gleichzeitig leitete er Untersuchungen der Vegetation in den Wäldern Ostafrikas, einschließlich der Einrichtung des Botanischen Gartens der Maseno-Universität. Er war auch Gründungsteilnehmer des Global Mountain Biodiversity Assessment (GMBA).
Von 2003 bis 2006 ging er als wissenschaftlicher Direktor des Harold L. Lyon Arboretum und als Associate Professor für Botanik an die Universität von Hawaii (Manoa), wo er seine Forschung auf die Ökologie von Nebelwäldern und Heilpflanzen im Norden Perus im Rahmen des Minority Health Research Training (MHIRT) des National Institute of Health konzentrierte. Von 2006 bis 2007 war er Gastprofessor am Department of Geography der University of Texas (Austin).
2007 wurde er zum Direktor des William L. Brown Center und zum William L. Brown Curator of Economic Botany am Missouri Botanical Garden ernannt. Im Laufe des nächsten Jahrzehnts verwandelte Bussmann das Zentrum in eine internationale Forschungseinheit mit Projekten auf fünf Kontinenten, die von der traditionellen Ethnobotanik und Ethnopharmakologie über die Regenerations- und Pflanzenökologie bis hin zu den Auswirkungen des Klimawandels, den Rechten des geistigen Eigentums und der Anwendung des „Nagoya-Protokolls“ zum Zugang zu genetischen Ressourcen und fairer und gerechter Teilung der Vorteile, die sich aus ihrer Nutzung ergeben, konzentrierte.
2017 verließ er den Missouri Botanical Garden, um eine neue Abteilung für Ethnobotanik am Institute of Botany and Bakuriani Alpine Botanical Garden (BABG) an der Ilia State University, Georgien (Kaukasus) zu gründen.
Sein standardmäßiges botanisches Autorenkürzel ist Bussmann, und er hat eine Vielzahl von Pflanzenarten wissenschaftlich beschrieben. Er sammelte auch zahlreiche Pflanzen für Herbarien. So kamen etwa 5000 Belege aus Afrika von ihm zwischen 1998 und 2001 ins Staatliche Museum für Naturkunde in Stuttgart.
Bussmann ist im archäologischen und pharmakologischen Bereich für die Identifizierung eines Moche-Halluzinogens, des „Ulluchu“, anerkannt, das in vielen Gräbern und in Keramik und Gemälden der Kultur in Nordperu, gefunden wurde.
Im Rahmen ihrer Forschung widmet Bussmanns Gruppe den Rechten indigener Völker besondere Aufmerksamkeit und unterstützt sie bei ihrem Handeln, das die Auswirkungen des globalen Wandels erzeugt. Im „Chácobo Ethnobotanical Project“ zeigten sie, wie in ethnobotanischen Methoden geschulte indigene Forscher eine Studie auf dem gleichen Niveau wie Universitätswissenschaftler durchführen können. Alle Projektergebnisse und Übersetzungen früherer Arbeiten wurden an den Stamm geliefert, und lokale Forscher waren als Co-Autoren an allen Veröffentlichungen beteiligt.
Bussmann ist Chefredakteur von Ethnobotany Research and Applications, stellvertretender Herausgeber des Journal of Ethnobiology and Ethnomedicine, Mitherausgeber von Ethnobiology and Conservation, akademischer Herausgeber von PLOS ONE, Herausgeber von Ethnobotany-Themen für das Nordic Journal of Botany und Mitglied der Redaktionen von Antibiotics, Life, Indian Journal of Traditional Knowledge, Pleione und Nelumbo.
Bussmann war Präsident und Vorstandsmitglied der Society for Economic Botany (2008–2020), und Vorstandsmitglied der International Society for Ethnopharmacology (2010–2014), Society of Ethnobiology (2008–2011), Botanical Society of America (2008–2011), International Society of Ethnobiology (2008–2010), und ist Mitglied in der Association for the Taxonomic Study of the Flora of Africa, Bayerische Botanische Gesellschaft, East Africa Natural History Society, International Society for Ethnobiology, International Society for Ethnopharmacology, Society for Economic Botany und Society for Ethnobiology. Neben seiner akademischen Tätigkeit hat Bussmann mehrere internationale Nichtregierungsorganisationen in den Bereichen Biodiversitätserhaltung/Naturschutz und traditionelles Wissen mit gegründet, darunter Nature and Culture International, Saving Knowledge und Etnomont. Er war in der deutschen Fernsehdokumentation „Secret World of Herbs“ zu sehen.

## Auszeichnungen
- Society for Ethnopharmacology-India (SFE-India) Outstanding International Ethnopharmacologist Award – 2022.[18]
- Ilia Chavchavadze Medal for Scientific Excellence 2021. Die Ilia Chavchavadze Medaille wird seit 2017 für herausragende Leistungen in der Wissenschaft verliehen.[19]
- James Duke Award des American Botanical Council 2012 für die Publikation „Medicinal Plants and the Legacy of Richard E. Schultes“.[20]
- Zwei Pflanzenarten wurden nach Bussmann benannt:. Poa bussmannii H. Scholz[21] aus der Türkei und Gentianella bussmannii J.S. Pringle,[22] aus den peruanischen Anden.

## Veröffentlichungen
Bussmann ist Autor von fast 450 begutachteten Artikeln, mehr als 1.300 Buchkapiteln und Autor/Herausgeber von 38 Büchern. Laut Elsevier ist er einer der meistzitierten Ethnobotaniker und gilt als einer der einflussreichsten Wissenschaftler weltweit. Derzeit ist er Chefredakteur der von Springer Nature herausgegebenen Buchreihe „Ethnobotany of Mountain Regions“.
Bücher
- The forests of Mount Kenya (Kenya) – Vegetation, Ecology, Destruction and Management of a tropical mountain forest ecosystem. Dissertation Universität Bayreuth, 1994.
- mit E. Bejár, C. Roa, D. Sharon: Medicinal Herbs of Southern Ecuador – Hierbas Medicinales del Sur Ecuatoriano. Latino Herbal Press, San Diego 2001.
- mit D. Sharon: Plants of longevity - The medicinal flora of Vilcabamba. Plantas de longevidad - La flora medicinal de Vilcabamba. Arogya, Honolulu 2001, ISBN 978-0-9789962-2-2.
- mit D. Sharon: Plants of the four winds - The magic and medicinal flora of Peru. Plantas de los cuatro vientos - La flora mágica y medicinal del Perú. Arogya, Honolulu 2007, ISBN 978-0-9789962-3-9.
- mit D. Sharon: Medicinal plants of the Andes and the Amazon – The magic and medicinal flora of Northern Peru. William L. Brown Center, MBG, St. Louis 2015, ISBN 978-0-9960231-2-2.
- mit D. Sharon: Plantas medicinales de los Andes y la Amazonía – La flora mágica y medicinal del Norte de Peru. William L. Brown Center, MBG, St. Louis 2015, ISBN 978-0-9960231-3-9.

als Herausgeber
- mit N.Y. Paniagua-Zambrana, C. Tellez, C. Vega: Los Chacobo y su historia en el siglo XX. William L. Brown Center, MBG, St. Louis 2014, ISBN 978-0-9960231-0-8.
- mit N.Y. Paniagua-Zambrana, E. Blacutt, M.J. Macia: Los Chacobo y las Palmeras. William L. Brown Center, MBG, St. Louis 2011, ISBN 978-0-9848415-0-9.
- Ethnobotany of the Caucasus. Springer, Cham 2017, ISBN 978-3-319-49411-1, DOI:10.1007/978-3-319-49412-8.
- mit N.Y. Paniagua-Zambrana: La Etnobotánica de los Chácobo en el Siglo XXI. William L. Brown Center, MBG, St. Louis 2017, ISBN 978-0-9960231-5-3.
- mit K. Batsatsashvili, Z. Kikvidze: Ethnobotany of Mountain Regions - Central Asia and Altai. Springer, Cham 2020, ISBN 978-3-030-28946-1, DOI:10.1007/978-3-030-28947-8.
- mit K. Batsatsashvili, Z. Kikvidze: Ethnobotany of Mountain Regions - Far Eastern Europe. Springer, Cham 2020, ISBN 978-3-030-28939-3, DOI:10.1007/978-3-030-28940-9.
- mit Paniagua-Zambrana: Ethnobotany of the Andes. Springer, Cham 2020, ISBN 978-3-030-28932-4, DOI:10.1007/978-3-030-28933-1.
- mit R.M. Kunwar, H. Sher: Ethnobotany of the Himalayas. Springer, Cham 2020, ISBN 978-3-030-57407-9, DOI:10.1007/978-3-030-57408-6.
- Ethnobotany of the Mountain Regions of Africa. Springer, Cham 2020, ISBN 978-3-030-38385-5, DOI:10.1007/978-3-030-38386-2.
- mit N.Y. Paniagua-Zambrana: Ethnobotany of Mountain Regions. Springer, Cham 2020–2023, ISSN 2523-7489.[26]